# ホルヘ・ベルムデス
ホルヘ・ベルムデス（Jorge Hernán Bermúdez Morales , 1971年6月18日 - ）は、コロンビア・カラルカ出身の元サッカー選手で指導者。元コロンビア代表。現役時代のポジションはDF。

## 経歴
コロンビア代表として1998年のFIFAワールドカップを含む、通算56試合に出場した。
コロンビアのデポルテス・キンディオでキャリアをスタートさせ、アメリカ・デ・カリを経て、1996-97年シーズンにはSLベンフィカでプレーした。
1997年にボカ・ジュニアーズに移籍、ここでの4シーズンで、2度のコパ・リベルタドーレスカップと、インターコンチネンタルカップを制した。2000年のインターコンチネンタルカップではレアル・マドリードに勝利して優勝を果たした。その後はオリンピアコスFC、ニューウェルズ・オールドボーイズなどでもプレーした。

## 代表歴

### 出場大会
- コロンビア代表
  - 1998 FIFAワールドカップ

### 試合数
- 国際Aマッチ 56試合 3得点（1995年-2001年）[4]

| コロンビア代表 | 国際Aマッチ | 国際Aマッチ |
| 年             | 出場        | 得点        |
| -------------- | ----------- | ----------- |
| 1995           | 14          | 1           |
| 1996           | 9           | 2           |
| 1997           | 14          | 0           |
| 1998           | 8           | 0           |
| 1999           | 7           | 0           |
| 2000           | 3           | 0           |
| 2001           | 1           | 0           |
| 通算           | 56          | 3           |

## 獲得タイトル
- コパ・リベルタドーレス : 2000, 2001
- インターコンチネンタルカップ (サッカー) : 2000
- 南米年間ベストイレブン : 1997, 1998, 2000